# Aya Kōda
Aya Kōda (幸田 文 Kōda Aya?,  Prefectura de Tokio, 1 de septiembre de 1904 - Ishioka, Ibaraki, 31 de octubre de 1990) fue una novelista y ensayista japonesa, así como también miembro de la Academia de Arte de Japón.

## Biografía

### Primeros años
Kōda nació el 1 de septiembre de 1904 en el distrito de Terajima-chō, prefectura de Tokio (actual ciudad de Tokio), como la segunda hija del novelista Kōda Rohan, y la esposa de este, Kimi. Su madre murió cuando Kōda tenía cinco años y su padre volvió a casarse tres años después. Se graduó de la escuela primera en 1917 e ingresó a la Escuela Superior de Niñas de Tokio. Su hermano menor, Shigetoyo, falleció en 1926.
En 1928, Kōda —de entonces veinticuatro años de edad— contrajo matrimonio con Ikunosuke Mihashi, un comerciante de sake. Al año siguiente la pareja tuvo a su primer y única hija, Tama. En 1936, el negocio familiar quebró y Kōda pasó a administrar una licorería minorista en Tsukiji hasta su divorcio de Mihashi en 1938. Tras el divorcio, Kōda se trasladó a vivir de nuevo con su padre en Tokio llevándose a su hija consigo. Durante la Segunda Guerra Mundial, Kōda se dedicó a ayudar a su padre con su trabajo, tal como su hija más tarde describiría en su novela Koishikawa no Ie.

### Carrera literaria
En 1947, su padre murió y Kōda comenzó a escribir sus primeras obras; una serie de memorias acerca de la vida con su padre que fueron recopiladas bajo los títulos de Zakki y Shūen. Más adelante publicaría los ensayos Chichi y Konna koto, los cuales fueron considerados como escrituras de una hija obediente y alcanzaron un vasto éxito crítico. Sus siguientes cuentos, novelas y ensayos exploraron las vidas de las mujeres, la familia y la cultura tradicional japonesa. En 1949, Kōda publicó una colección de ensayos titulada Misokaze, en la cual se relatan recuerdos de su infancia. Sin embargo, en 1950, se vio obligada a trabajar como mucama en un local de geishas en Yanagibashi para subsistir, pero abandonaría dicho empleo dos meses después debido a una enfermedad. 
Basándose en las experiencias vividas en el local de geishas, Kōda escribió la novela Nagareru serializada desde 1955 (publicada en 1956), obra que ganó el 3.er Premio Shinchōsha en 1956, así como también el premio de la Academia Japonesa de Arte en 1957. También recibió un Premio Yomiuri por Kuroi Suso. Se convirtió en miembro de la Academia de Arte de Japón en 1976.

## Muerte
En mayo de 1988, Kōda recibió tratamiento debido a una hemorragia cerebral. El 31 de octubre de 1990, falleció en un hospital de Ishioka debido a una insuficiencia cardíaca, a la edad de 86 años. Su hija y su nieta, Nao Aoki, también son escritoras.

## Obras selectas
- Kuroi Suso (黒い裾)
- Nagareru (流れる)
- Tou (闘)
- Otōto (おとうと)
- Misokkasu (みそっかす)
- Zakki (雑記)
- Shūen (終焉)
- Soso no Ki (葬送の記)